# 己部
己部，為漢字索引裡為部首之一，康熙字典214個部首中的第四十九個（三劃的則為第二十個）。在傳統漢字與中文簡化字中，己部都被歸於三劃部首。己部通常是從上、下、右方及中間均可為部字，它亦可變形為已和巳，且無其他部首可用者將部首歸為己部。

## 部首單字解釋
1. 天干的第六位。參見「己」。
2. 自身的代稱。

已：yǐ（ㄧˇ），①停止。②副詞：⑴表示過去。⑵表示過了一會。⑶表示過甚。③助詞，用在語尾：⑴表肯定，同「矣」。⑵表疑問，同「呢」、「嗎」。⑶表感嘆，同「啊」。④通以。
巳：sì（ㄙˋ），①胎兒。見說文通訓定聲。②地支名，為十二地支的第六位。參見「巳」。③時辰名，指上午九時至十一時。④生肖名，指蛇。

## 字形

甲骨文
金文
大篆
小篆

## 名稱
- 漢語：己部　（拼音：jǐbù　注音：ㄐㄧˇㄅㄨˋ）
- 日語：
- 朝鲜語：

## 字例
| 除部首外之筆劃 | 字例 -{    |
| -------------- | ---------- |
| 0              | 己已巳     |
| 1              | 巴         |
| 2              | 㠯         |
| 4              | 巵         |
| 5              | 巶㠰       |
| 6              | 巷巸巹巺巻 |
| 7              | 巼         |
| 8              | 㠱         |
| 9              | 巽𢁉𢁅     |
| 10             | 𢁊         |
| 12             | 𢁋         |
| 13             | 𢁍         |
| 17             | 𢁑 }-      |

韓國漢字：巼：地名用字。